# Simulium shiraki
Simulium shiraki es una especie de insecto del género Simulium, familia Simuliidae, orden Diptera.
Fue descrita científicamente por Kono & Takahasi, 1940.